# Bruno Bruni (Leichtathlet)
Bruno Bruni (* 25. September 1955) ist ein ehemaliger italienischer Hochspringer.
Bei den Leichtathletik-Halleneuropameisterschaften 1977 in San Sebastián und 1979 in Wien wurde er jeweils Fünfter, 1978 in Mailand und 1980 in Sindelfingen erreichte er den elften Platz. Bei den Freiluft-Europameisterschaften 1978 in Prag erreichte er mit 2,18 m in der Qualifikation das Finale, dort belegte er mit 2,15 m den 13. Platz.

## Persönliche Bestleistungen
- Hochsprung: 2,27 m, 19. September 1979, Bologna
  - Halle: 2,26 m, 3. Februar 1979, Genua